# Pristiphora bifida
Pristiphora bifida är en stekelart som först beskrevs av Hellén 1947.  Pristiphora bifida ingår i släktet Pristiphora, och familjen bladsteklar. Det är osäkert om arten förekommer i Sverige.